# Lawrence J. Giacoletto
Lawrence Joseph Giacoletto (14 de novembro de 1916, em Clinton, Indiana - 4 de outubro de 2004, em Okemos, Michigan) foi um engenheiro eléctrico e inventor americano. Ele era conhecido, entre outros, pelo seu trabalho no campo da tecnologia de circuitos de semicondutores, em particular pelo circuito equivalente Giacoletto de mesmo nome para transístores (também conhecido como modelo Hybrid-pi).